# Hilton Sette
Hilton Sette (Recife, 30 de julho de 1911 — Recife, 20 de dezembro de 1997) foi geógrafo, professor, escritor didático , científico e ficcionista  do estado brasileiro de Pernambuco e membro da Academia Pernambucana de Letras

## Vida
Filho do escritor Mário Sette e Maria Laura Sette, iniciou as suas atividades profissionais como Escriturário, nomeado mediante Concurso Público para a Diretoria Regional dos Correios e Telégrafos de Alagoas, onde serviu de junho de 1935 a junho de 1936, com a sua transferência para a Diretoria Regional dos Correios e Telégrafos de Pernambuco, ali trabalhando na carreira de Postalista até abril de 1945, quando se exonerou a pedido para se dedicar exclusivamente ao magistério de geografia em numerosos estabelecimentos de ensino do Recife.
Diplomado em Ciências Sociais e Jurídicas pela Faculdade de Direito de Recife, em 1935.
Catedrático de Geografia no Ginásio Pernambucano, de 1957 até sua aposentadoria.
Lecionou Geografia no Curso de Geografia e História da Faculdade de Filosofia Manuel da Nóbrega, de 1946 a 1956.
Foi professor de História do Brasil e História da América no Curso de História e Geografia da Faculdade Paula Frassinete, desde 1946 até a extinção do Curso nos anos 1960.
Foi Professor de Geografia Humana da Universidade Federal de Pernambuco, onde serviu até se aposentar por tempo de serviço em 1977.
Sócio efetivo da Associação dos geógrafos Brasileiros e seu Presidente da Seção Regional da Associação dos Geógrafos Brasileiros em Pernambuco(1958).
Catedrático e pesquisador, atividade a partir da qual produziu uma vasta obra científica.
Em 1946, produziu o primeiro estudo da divisão do espaço pernambucano, cuja tese levou em consideração os aspectos físicos (relevo, estrutura geológica, clima, hidrografia e vegetação natural).
Em 1952, participou de uma assembleia que culminaria na criação da Associação de Geógrafos Brasileiros (AGB)
Também escreveu romances, poemas, crônicas e contos.

## Principais obras

### Produção científica
- Regiões Naturais de Pernambuco. Tese. Recife: 1946
- A Micro-Região Geográfica da Serra Negra. Ensaio. Recife: Faculdade de Filosofia, Ciências e Letras Manoel da Nóbrega de Pernambuco, 1952
- Paisagem Física do Cabo de Santo Agostinho. Recife: Separata da revista Faculdade de Filosofia, Ciências e Letras Manoel da Nóbrega (PP.139-147). Recife: 1960
- O Sítio Urbano de Garanhuns. Ensaio. Rio de Janeiro: Boletim Carioca de Geografia, 1954
- Pesqueira- Aspectos de sua Geografia Urbana e de suas Inter-relações Regionais'. Tese de Concurso para Provimento de Efetivo da Cadeira de Geografia do Brasil com Colégio Estadual de Pernambuco. Recife: 1956
- Aspectos da Atividade Pesqueira em Pernambuco. Separata do vol.XI, Tomo I dos Anais da Assembléia da Associação dos Geógrafos Brasileiro. São Paulo: 1959
- Geografia Humana, uma Ciência Autônoma. Recife: Revista Verdade e Vida da Faculdade de Filosofia, Ciências e Letras Manoel da Nóbrega. Jan/Mar. Tomo II. Fascículo 1. Recife: 1949
- Interpretação Geológica do Relevo Brasileiro. Recife: Revista Verdade e Vida da Faculdade de Filosofia Manuel da Nóbrega
- O Nordeste através das Paisagens Pernambucanas. Ensaio.

### Produção Didática
- Compêndios de Geografia e História de Pernambuco. 1955.
- Estudos Pernambucanos.
- Série Ginasial:

Iniciação à Geografia
Geografia do Brasil – Nordeste
Geografia do Brasil
Geografia dos Continentes
- Segundo Grau:

Geografia Geral
Geografia do Brasil

### Obra Literária
Romances
- O rapaz da Vila Maria – 1981;
- Zé do Foguete (1984);
- Apartamento de cobertura (1984);
- Biografia de uma velha senhora (1989);
- Estranha penitência (1995).

Novelas
- Tiro de misericórdia (1985);
- Donzelas na berlinda (1988).

Contos
- Estórias da vida (1985);
- Rosas vermelhas (1991);
- Restos de tacho (1995).